# Georgy Dmitryevich Karpechenko
Georgi Karpechenko (tên trong tiếng Nga: Георгий Дмитриевич Карпеченко, phiên âm tiếng Việt: giooc-gi đơ-mi-tri-ê-vic kac-pê-tren-cô) là nhà di truyền học Liên Xô, có nhiều đóng góp cho khoa học, nổi tiếng nhất là về thành tựu tạo ra loài thực vật mới đầu tiên trên Thế giới - loài cải bắp lai cải củ (Brassicaraphanus)., 

## Tiểu sử và sự nghiệp

### Gia đình
- Georgi (cũng viết: Georgy hoặc Georgii) sinh ngày 21 tháng 4 (lịch cũ của đế quốc Nga là 3/5) năm 1899, ở Bельскa (Velska), thuộc tỉnh Vologda (nay thuộc vùng Arkhangelsk). Cha là một chuyên viên khảo sát và quản lý đất đai.
- Georgy tốt nghiệp trung học ở tỉnh nhà, đến năm 18 tuổi vào Đại học Perm; một năm sau chuyển sang Học viện nông nghiệp Moskva, là sinh viên của giáo sư Zê-ga-lôp (Жегалов Сергей Иванович) - một trong những người tiên phong ở lĩnh vực khoa học chăn nuôi thời đó.[3] Tuy nhiên, sau khi tốt nghiệp (năm 1922) ông lại rời khỏi lĩnh vực chăn nuôi, chuyển sang nghiên cứu ở lĩnh vực Di truyền học thực vật.
- Vợ ông là Галина Сергеевна (Ga-li-na Xec-ghê-ep-na) - một phụ nữ xinh đẹp, tốt nghiệp Đại học Ngoại ngữ, am hiểu văn học và âm nhạc, thường giúp chồng làm việc và nội trợ. Họ có con gái là Валентина Георгиевна Карпеченко (Va-len-ti-na Gê-ooc-gi-ep-na Kac-pê-tren-cô) sinh năm 1935. Cả gia đình cùng sống hạnh phúc trong suốt thời gian 16 năm tại một căn nhà được mô tả là "đầy lồng chim và ngập tiếng hót" ở Moskva.[4], [5]

### Sự nghiệp
- Sau khi chuyển sang nghiên cứu Di truyền học thực vật một thời gian, vào năm 1925, Karpechenko được nhà di truyền học nổi tiếng Liên Xô hồi đó là Va-vi-lôp (Nikolai Ivanovich Vavilov) mời làm việc ở Всесоюзный институт растениеводства (Viện cây công nghiệp toàn Liên bang). Ở đây đã thành lập một phòng thí nghiệm di truyền học, mà Karpechenko được trao trách nhiệm làm trưởng phòng. Sau một thời gian, phòng thí nghiệm này phát triển thành khoa Di truyền học của Viện (mà sau này Karpechenko làm chủ nhiệm khoa đầu tiên). Đến năm 1934, biên chế chính thức của khoa này lên tới 43 người, trong đó có những tên tuổi như A.N. Lutkov, M.I. Khadzhinov, V.S. Fedorov v.v tham gia, đóng góp nhiều thành tích cho Liên bang Xô viết.[4], [5]

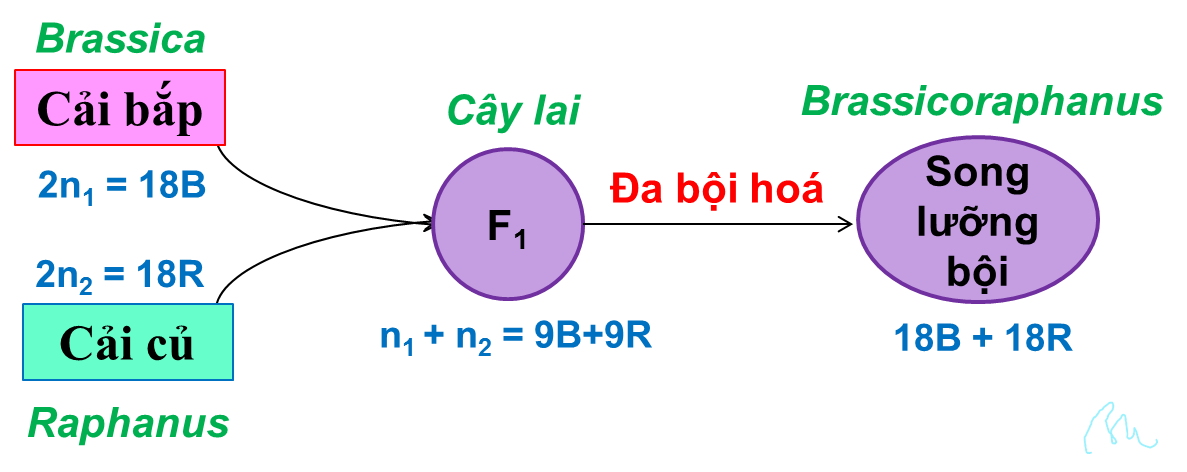
Con đường lai xa kết hợp đa bội hoá tạo loài mới.

- Trong thời gian làm việc ở đây, ông có điều kiện tiếp xúc với các phòng thí nghiệm di truyền tốt nhất thời đó ở Phần Lan, Thụy Điển, Na Uy, Đan Mạch, Đức, Hà Lan, Anh, Pháp, Áo và giao tiếp với nhiều nhà khoa học hàng đầu về lĩnh vực này. Vào khoảng những năm cuối của thập niên 1920, Karpechenko đã tiến hành những thí nghiệm lai giống kết hợp với gây đột biến, tạo ra cải bắp lai cải củ theo cơ chế đa bội hoá kết hợp lai xa (xem hình). Do thành tựu này, ông đã được mời tham dự các hội nghị Di truyền học nước ngoài và toàn thế giới. Năm 1927, ông tham dự Hội nghị Di truyền học quốc tế ở Berlin, từng làm việc với Øjvind Winge ở Đan Mạch và Erwin Baur ở Đức.[6]
- Năm 1929, ông được học bổng Rockefeller để thực tập tại các phòng thí nghiệm di truyền hàng đầu tại Hoa Kỳ về nghiên cứu di truyền học. Từ tháng 10 năm 1929 đến tháng 2 năm 1931, ông làm việc tại phòng thí nghiệm E. Bebkock của Đại học California, rồi tại phòng thí nghiệm nổi tiếng của T. H. Morgan ở Viện Công nghệ California. Nhiều nhà khoa học Hoa Kỳ đánh giá cao thành tựu của ông, báo chí của Mỹ cũng ca ngợi - như tờ "Science News-Letters" ở Hoa Kỳ - một cách hóm hỉnh rằng: Karpechenko đã tổ chức được hôn lễ cho "chàng" cải bắp với "nàng" củ cải.[5] Từ đấy, ông nổi tiếng toàn thế giới.
- Vào tháng 3 năm 1931, ông trở về Liên Xô và chín tháng sau, ông trở thành giáo sư trẻ nhất tại trường Đại học Lêningrat, chủ nhiệm khoa Di truyền học thực vật (lúc 32 tuổi). Sau đó là những tháng năm bận rộn giảng dạy, nghiên cứu, tham gia Đại hội Di truyền học Quốc tế IV (1932, ở Ithaca), làm Phó chủ tịch bộ phận Di truyền học của Đại hội thực vật quốc tế ở Amsterdam (1935) v.v.[4], [7] Ông đã công tác ở trường Đại học Lêningrat đến cuối đời.
- Vào khoảng những năm 1934 - 1936, trong danh sách các nhà khoa học mà Сове́т наро́дных комисса́ров (Hội đồng Dân uỷ, tức cơ quan chính quyền cao nhất của Liên Xô - tên tắt tiếng Anh là Sovnarkom) phê duyệt để xếp hạng vinh danh, thì Karpechenko đứng thứ hai, chỉ sau huyền thoại thời đó là Ivan Vladimirovich Michurin (Mi-su-rin).[5]

## Bất hạnh
- Trong khoảng những năm 1937 - 1939, Karpechenko đã tham gia vào các cuộc tranh luận gay gắt với trường phái Lư-xen-cô (Лысе́нковщина) ở Liên Xô lúc đó, đứng đầu là Трофи́м Дени́сович Лысе́нко (Trofim Denisovich Lysenko).[1], [4], [5] Người đứng đầu trường phái này không chỉ là một Viện sĩ lãnh đạo Di truyền học Liên Xô thời đó, mà còn là người sáng lập Học thuyết Mi-tru-rin Lư-xen-cô (The theory of Michurin - Lysenko),[8] được lãnh tụ tối cao Josef Stalin ủng hộ, phản đối học thuyết Mendel, không thừa nhận học thuyết Mendel-Morgan - một học thuyết phản động (thuộc nước tư bản đế quốc), sáng lập bởi mục sư Mendel không phải là người vô thần.[9], [10]
- Đỉnh cao của sự bất đồng khoa học này là vào khoảng năm 1938-1939, khi Karpechenko viết thư gửi một uỷ viên của Bộ Chính trị đương thời, trong đó đánh giá bản chất lí thuyết của Lư-xen-cô là "nguy hại cho khoa học và toàn bộ nông nghiệp", kèm theo chữ ký của 11 nhà khoa học.[4], [5] Sau đó ít lâu, khoa Di truyền thực vật của Đại học Lêningrat gần như bị giải thể, Karpechenko bị cách chức, rồi sa thải dần khỏi công việc.
- Ngày 15 tháng 2 năm 1941, người ta đến nhà riêng của ông để bắt, nhưng ông không có nhà. Vợ và con gái Valentina 6 tuổi của Karpechenko đứng trong trời tuyết giá lạnh lo lắng chờ đợi suốt đêm đó, nhưng ông không bao giờ trở về nữa. Ông bị bắt rồi đưa ngay đến nơi giam giữ, về tội danh "chống lại các phương pháp nghiên cứu tiên tiến và những thành tựu có giá trị nhất của viện sĩ Lư-xen-cô nhằm đạt năng suất cao", và về tội danh tham gia "phá hoại chống chính quyền Xô Viết". Ngày 9 tháng 7 năm 1941, ông bị kết án tại Военной коллегией Верховного суда СССР (Tòa án quân sự tối cao Liên bang Xô viết) rồi bị xử tử 19 ngày sau đó lúc mới 42 tuổi - lứa tuổi đang ở đỉnh cao cống hiến. Người ta chôn thi thể ông ở Kommunarka (thuộc Moskva) vào ngày 28 tháng 7 năm 1941.[11] Một năm sau – vào mùa thu năm 1942, vợ ông tuyệt thực và tự tử trong trại tập trung Златоуст (Zlatoust) thuộc vùng Bắc Ural lạnh giá.[4], [12]
- Đến 21 tháng 4 năm 1956, Chính phủ Liên Xô đã phục hồi toàn bộ danh dự cho ông, do phát hiện ra những chứng cứ giả của một nhóm "chống Liên Xô" âm mưu cáo buộc tập trung vào Nikolai Ivanovich Vavilov cùng một số người khác, trong đó có Karpechenko. Một số nhà viết sử Nga cho rằng cái chết của ông cũng như của Vavilov và nhiều người khác là kết quả thanh lọc nội bộ, liên quan đến những cuộc thanh trừng của Stalin,[4][7][11] trong bối cảnh Liên Xô đang tiến hành cuộc chiến tranh Vệ quốc chống Đức Quốc Xã ở giai đoạn khốc liệt.

## Vinh danh

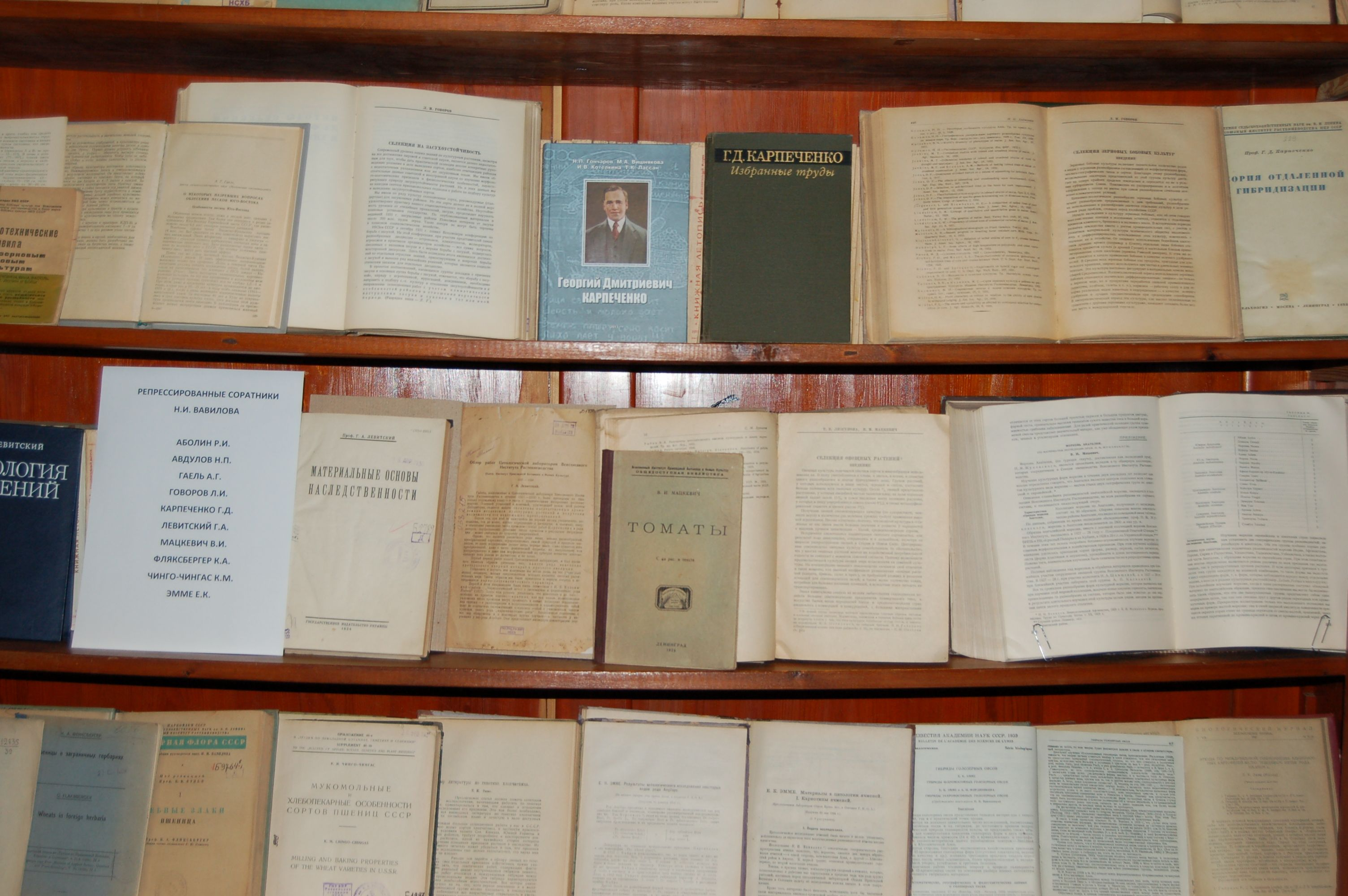
Các tác phẩm của Karpechenko lưu giữ ở thư viện Nikolai Vavilov.

- Ngoài các đóng góp cho nghiên cứu và giảng dạy, Karpechenko được nhắc tới nhiều vì đã sử dụng thành công colchicine, sốc nhiệt để đa bội hoá thực vật, nhờ đó ông là người đầu tiên trên thế giới tạo ra loài sinh vật mới là Brassicaraphanus (cải bắp lai cải củ) - một thành tựu mà các tạp chí khoa học thế giới đều đánh giá là vừa chứng tỏ con người có khả năng sáng tạo ra được loài mới bằng phương pháp khoa học, lại vừa gợi ra phương thức hình thành loài mới theo cơ chế lai xa kết hợp đa bội hoá trong sinh giới (hình 1).[13][14]
- Tại thị trấn Velsk quê hương ông, đời sau đã dựng một tấm bia tưởng niệm ở ngôi nhà G.D. Karpechenko đã sinh ra, gìn giữ một số nơi liên quan tới ông (hình 3). Một trung tâm khoa học - giáo dục tên là Дом Карпеченко (Nhà Kac-pê-tren-cô) đã được thành lập. Ngày 19 tháng 6 năm 2009, để kỷ niệm 110 năm ngày sinh của ông, một tượng đài tưởng niệm G.D.Karpechenko đã được dựng lên và một đường phố của thị trấn mang tên ông, đồng thời G. D. Karpechenko được trao danh hiệu "Công dân danh dự của Velsk".[15] Con gái của Georgy Dmitrievich là Valentina Georgievna lúc đó đã 74 tuổi có tham dự và hy vọng rằng ký ức về cha bà được duy trì.[4][15]